# Châtel-Saint-Denis
Châtel-Saint-Denis (antiguamente en alemán Kastels Sankt Dionys) es una ciudad histórica y comuna suiza del cantón de Friburgo, capital del distrito de Veveyse. Limita al norte con las comunas de Maracon (VD) y Semsales, al este con Haut-Intyamon, al sur con Blonay (VD), Saint-Légier-La Chiésaz (VD) y Corsier-sur-Vevey (VD), y al oeste con Remaufens.

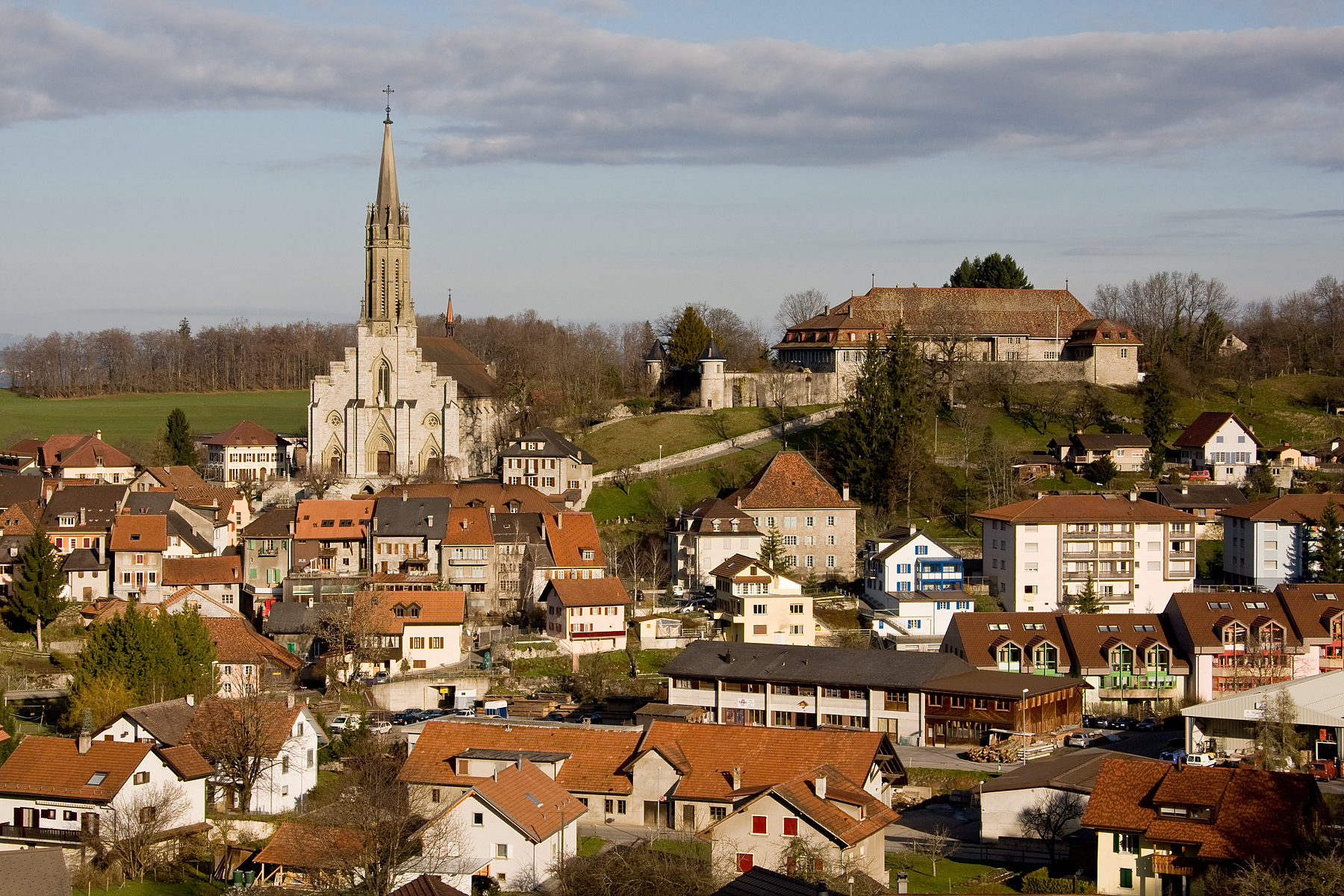
Vista de Châtel-Saint-Denis.